# La tortuga de Darwin
La tortuga de Darwin es una obra de teatro de Juan Mayorga, estrenada en 2008.

## Argumento
Un estudioso de la Historia, enclaustrado entre sus libros, recibe un día la visita de una extraña mujer, que dice llamarse Harriet. La recién llegada resulta finalmente ser la tortuga que Charles Darwin trasladó consigo desde las Islas Galápagos a Inglaterra en 1835. Con 135 años de vida, Harriet va desgranando los importantes acontecimientos históricos de los que ha sido testigo durante los siglos XIX y XX.

## Representaciones destacadas
Preestrenada en el Auditorio de la Universidad Carlos III en Leganés, el estreno oficial tuvo lugar el 6 de febrero del mismo año en el Teatro de La Abadía de Madrid, con el siguiente elenco:
- - Dirección: Ernesto Caballero.
  - Escenografía: José Luis Raymond
  - Iluminación: Paco Ariza
  - Sonido: Nacho García y Antonio Castro
  - Ayudante de dirección: Antonio Castro
  - Intérpretes: Carmen Machi (Harriet), Vicente Díez - sustituido más adelante por José Luis Alcobendas - (Profesor), Susana Hernández (Betti), Juan Carlos Talavera - sustituido más adelante por Daniel Moreno - (Doctor).

## Premios
En la XII Edición de los Premios Max de Teatro, Mayorga recibió el premio a la mejor autoría teatral y Carmen Machi el de mejor actriz. Machi también recibió el premio de la mejor actriz en la Anexo:XVIII Edición de los Premios de la Unión de Actores.